# Državna cesta D5
D5 je državna cesta u Hrvatskoj. Ukupna duljina iznosi 123,1 km. Dio je Europskog pravca E661.